# 博尔德扎克
博尔德扎克（法語：Bordezac，法語發音：[bɔʁdəzak]）是法国加尔省的一个市镇，属于阿莱斯区。

## 地理
博尔德扎克（44°18'53"N, 4°4'36"E）面积9.05 平方千米，位于法国奧克西塔尼大區加尔省，该省份为法国南部沿海省份，南端濒地中海，北起顺时针与阿尔代什省、沃克吕兹省、罗讷河口省、埃罗省、阿韦龙省和洛泽尔省接壤。
与博尔德扎克接壤的市镇（或旧市镇、城区）包括：巴讷、马尔博斯克、贝塞日、加尼耶尔、佩尔马勒。

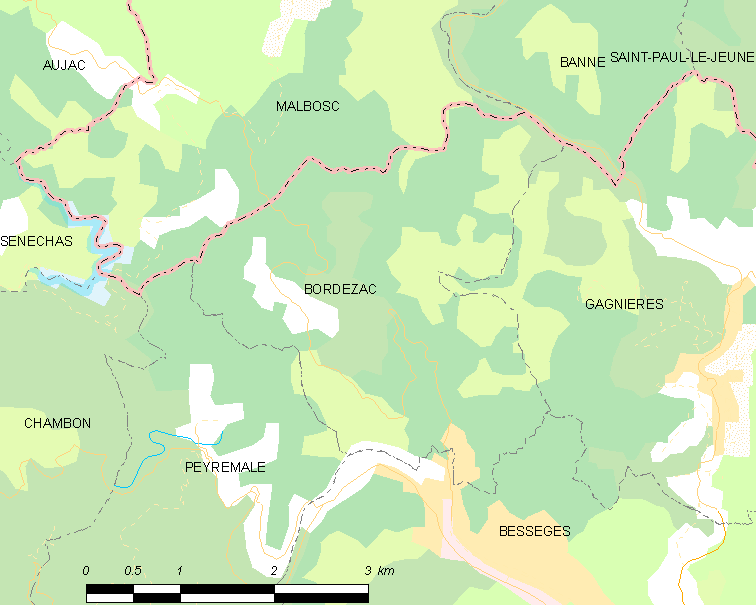
博尔德扎克的OSM定位图

博尔德扎克的时区为UTC+01:00、UTC+02:00（夏令时）。

## 行政
博尔德扎克的邮政编码为30160，INSEE市镇编码为30045。

## 政治
博尔德扎克所属的省级选区为鲁松县。

## 人口

1962-2008年间博尔德扎克人口变化图示

博尔德扎克于2022年1月1日时的人口数量为392人。